# Basel-Hirzbrunnen
Hirzbrunnen (Baseldeutsch: [ˌhɪʁt͡sˈbʀʊnːə]) ist ein Stadtteil der Schweizer Stadt Basel. Es liegt am östlichen Stadtrand im Kleinbasel und grenzt im Norden an den Stadtteil Kleinhüningen und die deutsche Ortschaft Weil am Rhein, im Osten an die Gemeinde Riehen, im Süden an den Rhein und im Westen an die Stadtteile Wettstein und Rosental (Autobahn A3).
Das Hirzbrunnen-Quartier ist mit etwas mehr als 3 Quadratkilometern der grösste Stadtteil von Basel. Es wird von der Wiese durchflossen. Das Quartier ist nach dem früheren Landgut Hirzbrunnen benannt, wobei «Hirz» ein baseldeutsches Wort für «Hirsch» ist. Vielleicht gehörte das Landgut zur Gastwirtschaft «zum Hirzen» in der Aeschenvorstadt in der Grossbasler Altstadt, oder es befand sich dort eine Quelle, aus der Hirsche und anderes Wild tranken.
Bis in die 1930er-Jahre hiess der Stadtteil offiziell Hinter dem bad. Bahnhof (benannt nach seiner Lage östlich des badischen Bahnhofs); anschliessend erhielt er seine heutige Bezeichnung.

## Lange Erlen

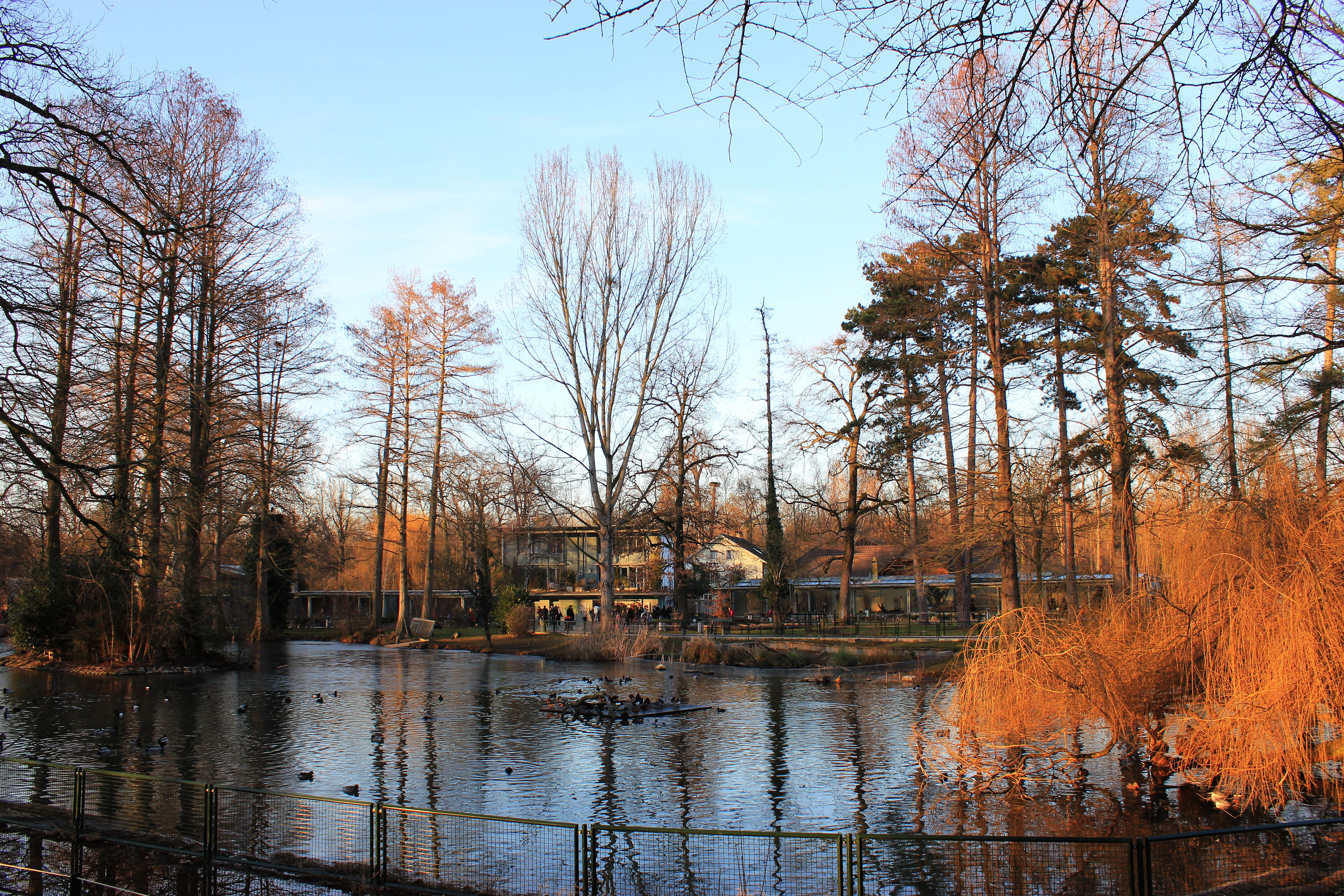
Ententeich im Tierpark Lange Erlen

Im Hirzbrunnen-Quartier liegt auch der Park Lange Erlen, eines der wenigen Naherholungsgebiete die es in Basel gibt.
Dank diesem Wald und den vielen Gärten zählt das Hirzbrunnen-Quartier auch zu den grünsten Quartieren von Basel.

## Verbindungen
Mit dem Velo kommt man im ganzen Quartier gut voran. Auch um in die umliegenden Quartiere und ins Zentrum zu fahren ist es sehr geeignet. Mit dem Öffentlichen Verkehr der Basler Verkehrsbetriebe kommt man mit den Bussen Nr. 34 und 31 und mit dem Tram Nr. 2 und 6 ins Zentrum. Da das Bus Depot im Hirzbrunnen-Quartier liegt, fahren auch spät nachts (00:30) noch Busse Richtung Hirzbrunnen-Quartier. Für Nachtschwärmer gibt es den Nachtbus Linie D, der ins Hirzbrunnen-Quartier fährt. Die Strassen Bäumlihofstrasse und Riehenstrasse durchkreuzen das Quartier und führen in die Innenstadt und nach Riehen.

## Wohnbezirke
Hirzbrunnen ist in drei Wohnbezirke unterteilt:
- Eglisee (Badischer Bahnhof, Lange Erlen)
- Kleinriehen-Nord (Claraspital, Hirzbrunnenschanze)
- Kleinriehen-Süd (Rankhof, Hörnli)

## Gebäude und Sehenswürdigkeiten
- Basel Badischer Bahnhof
- Bäumlihof
- Eglisee
- Stadion Rankhof
- Lange Erlen
- Tierpark Lange Erlen
- Naturschutzgebiet Rheinhalde Basel
- Markuskirche
- Michaelskirche
- Friedhof am Hörnli
- Sammlung Friedhof Hörnli
- Siedlung Schorenmatten
- Villa Hirzbrunnen im Park des Claraspitals
- Genossenschaftswohnsiedlung «Im Vogelsang»